# Jil Devresse
Jil Devresse (* 9. August 1997 in Luxemburg) ist eine luxemburgisch-deutsche Schauspielerin.

## Leben und Karriere
Devresse wurde am 9. August 1997 geboren. Von 2017 bis 2020 absolvierte sie eine Schauspielausbildung an der ETI Schauspielschule des Europäischen Theaterinstituts in Berlin.  Ihr Debüt gab sie 2018 in dem Kurzfilm And Then You. Seit 2019 spielte sie in der Serie Capitani eine Hauptrolle. Außerdem war sie 2023 in dem Film 15 Jahre zu sehen. Ihre nächste Hauptrolle bekam sie 2024 in dem Film D'Land am Schiet.
Neben ihrer Muttersprache Deutsch, Französisch und Luxemburgisch spricht sie noch Englisch und etwas Italienisch. Derzeit lebt Devresse in Berlin.

## Filmografie (Auswahl)
- 2018: And Then You
- seit 2019: Capitani
- 2022: Au Revoir
- 2023: 15 Jahre
- 2024: D'Land am Schiet